# 黑头鸫鹛
黑头鸫鹛（学名：Turdoides reinwardtii），是画眉科鸫鹛属的一种，分布于几内亚、尼日尔、冈比亚、科特迪瓦、加纳、中非共和国、尼日利亚、马里、多哥、几内亚比绍、贝宁、布基纳法索、塞内加尔、刚果民主共和国、喀麦隆、塞拉利昂和乍得。全球活动范围约为2,070,000平方千米。该物种的保护状况被评为无危。
黑头鸫鹛的平均体重约为85.7克。栖息地包括亚热带或热带的（低地）湿润疏灌丛、亚热带或热带的（低地）干燥疏灌丛、亚热带或热带的旱林、湿地、干燥的稀树草原和河流、溪流。

## 语源
种名“reinwardtii”源于荷兰植物学家卡斯珀·瑞华德（C. Reinwardt）的名字。在鸟类学者布特·门罗（Burt Monroe）和查勒斯·西布莱于1990年发表的《世界鸟类分布与分类法》（Distribution and Taxonomy of Birds of the World）中，其种名被拼为“reinwardtii”，只多了一个字母“t”。現以後者的“reinwardtii”為其主學名。